# Kristinehamn
Kristinehamn est une ville de Suède, chef-lieu de la commune de Kristinehamn, dans le comté de Värmland. 17 836 personnes y vivent.
C'est la ville natale du double champion olympique de marche (10 km) John Mikaelsson (1913-1987) et du diplomate Rolf Ekéus .